# Hassan Kamranifar
Hassan Kamranifar (persisk: حسن کامرانی فر; født 19. april 1972 i Teheran) er en iransk fodbolddommer, som dømmer i den iranske liga. Han blev FIFA-dommer i 2001, og dømmer som linjedommer. Han har dømt en gang i VM 2010 hvor han var linjedommer for for Khalil Al Ghamdi fra Saudi Arabien. Han har også dømt i Africa Cup of Nations 2010 og Sommer-OL 2008.
| Biografi | Spire Denne biografi om en fodbolddommer er en spire som bør udbygges. Du er velkommen til at hjælpe Wikipedia ved at udvide den. |